# Statz von Segraedt († um 1460)
Statz von Segraedt (Statz = Eustachius; in manchen Quellen auch Segroide bzw. Segraide geschrieben; * 14. Jahrhundert in Aachen; † um 1460 ebenda) war Schöffe und Bürgermeister der Reichsstadt Aachen.

## Leben und Wirken
Der Sohn des Bürgermeisters Statz von Segraedt, senior und der Titzel von Hochkirchen sowie Bruder des Gottschalk und Peter von Segraedt folgte seinem Vater in das Schöffenkollegium und wird als solcher erstmals 1444 erwähnt. Gesichert ist es, dass Segraedt im Jahre 1456 Bürgermeister der Freien Reichsstadt Aachen war. Ob er auch 1450, wie durch Luise Coels von der Brügghen in ihrem Werk „Die Aachener Bürgermeister von 1251 bis 1798“ dargestellt, neben dem Schöffen Fetschin Colyn († 1472) als Bürgermeister diente, ist nicht absolut gesichert. Nach der von Hugo Loersch herausgegebenen  Aachener Chronik, die 1513 verfasst wurde, sollte in jenem Jahr ursprünglich ein gewisser Peter Juris Bürgermeister werden. Dieser sei aber alsbald vom Volk abgesetzt worden. Die Bewohner der Jakobstorgrafschaft wählten daraufhin Statz von Segraedt. Diese umstrittene Wahl kann sich aber laut dem Aachener Chronisten Karl Franz Meyer auch ein oder zwei Jahre zuvor abgespielt haben, da sich in jener Zeit die Unruhen um die Reform der Aachener Stadtregierung und der damit verbundenen Einführung des Aachener Gaffelbriefes im Jahr 1450 zugespitzt hatten und damit auch die Aufzeichnungen nicht immer korrekt durchgeführt worden seien. Der Lokalhistoriker Christian Quix benennt nach den ihm vorliegenden Urkunden für das Jahr 1450 alternativ den Schöffen Gerhard von Haren, den Jüngeren als Bürgermeister.
Statz von Segraedt erbte von seinem Vater die bereits 1390 erwähnte Segraedtsmühle am Johannisbach in Aachen, auch bekannt als Plattenbauchmühle. Sie lag am Rand des Carlsweihers auf dem Gelände der späteren Tuchfabrik van Houtem zwischen Karlsgraben und Lochnerstraße und wurde bis 1817 für die dortige Walkmühle und Färberei genutzt. Diese übertrug Statz von Segraedt seinem Bruder Gottschalk, da er selbst aus zwei Ehen nur zwei Töchter und einen Sohn hatte, die als Erben offensichtlich nicht in Betracht kamen.
Am 10. September 1460 schrieb Statz von Segraedt „an syme lesten ende syns levens“ sein Testament, was darauf schließen lässt, dass er wenige Monate später gestorben sein muss. Er fand seine letzte Ruhestätte in der Kirche St. Paul des Dominikanerklosters Aachen.